# تريمينة وينمانية الأوراق
تريمينة وينمانية الأوراق (الاسم العلمي: Trimenia weinmanniifolia) هي نوع نباتي يتبع جنس التريمينة من فصيلة التريمينية.